# GivBlod
GivBlod er en afdeling i Region Hovedstadens blodbank, og er organisatorisk en del af Bloddonorerne i Region Hovedstaden. 
GivBlod er med til at sikre, at Blodbanken har nok blod til behandling af planlagte og akutte patienter.

## Blodbankdonor
Bloddonoren er i systemet tilknyttet en specifik blodbank i Region Hovedstaden og bliver indkaldt til den kvartalsvise tapning direkte fra hospitalet eller tapepstedet. Hospitalerne i Region Hovedstaden inkluderer: Rigshospitalet, Frederiksberg Hospital, Bispebjerg Hospital, Hvidovre Hospital, Gentofte Hospital, Glostrup Hospital, Hillerød Hospital, Frederikssund Hospital, Hørsholm Hospital og Bornholms Hospital.
Som bloddonor i Region Hovedstaden kan man til hver en tid selv bestemme, hvor man ønsker at blive tappet. Rent administrativt er man tilknyttet én blodbank, men kan fra gang til gang vælge det tappeste, der passer én bedst. Vigtigt er det dog altid at booke tid til tapning forinden. Dette gøres direkte i donorportalen via hjemmesiden https://donorportalen.regionh.dk/

## Den Mobile Blodbankdonor
GivBlod har aftaler med mere en 100 forskellige offentlige og private arbejdspladser og uddannelsesinstitutioner, hvor man som medarbejder/ studerende kan tilmelde sig. Typisk kommer GivBlod på besøg en gang hver tredje eller fjerde måned og har åbent for tapning et antal timer i løbet af dagen. Derudover samarbejder GivBlod med lokale donorkorps rundt om på Sjælland. Dette muliggør, at Den Mobile Blodbank kan tilbyde åbne eftermiddag/aften tapninger på godt 50 forskellige skoler, storcentre og rådhuse i hele regionen. På den måde får donorer mulighed for at donere blod tæt på deres bopæl. 
Som mobil donor er man tiknyttet GivBlod, men kan fortsat vælge at blive tappet på andre tappesteder, på samme vilkår som blodbankdonorer. 

## GivBlod i tal
Ud over omkring 15 ansatte i administrationen er der ca. 40 ansatte tappere og teknikere i GivBlod, der sørger for at tappe de omkring 24.000 donorer, der er tilmeldt Den Mobile Blodbank. I 2006 blev der ved Den Mobile Blodbank tappet ca. 25.000 portioner blod. Korpset for Bloddonorerne i Region hovedstaden tæller i alt ca. 65.000 donorer, som i 2013 i alt gav ca. 95.314 portioner blod.